# شهرستان فریدک-میستک
ناحیهٔ فریدک-میستک (به چکی: Frýdek-Místek District) یک ناحیه در جمهوری چک است که در منطقه موراوی-سیلزی واقع شده‌است. ناحیهٔ فریدک-میستک ۱٬۲۰۸٫۴۹ کیلومتر مربع مساحت و ۲۰۹٬۳۲۶ نفر جمعیت دارد.